# Мотовунський кінофестиваль
Мотовунський кінофестиваль (хорв. Motovunski filmski festival) — щорічний міжнародний фестиваль, заснований 1999 року. Проводиться п'ять-шість днів в кінці липня або на початку серпня в Мотовуні, Хорватія.

## Історія

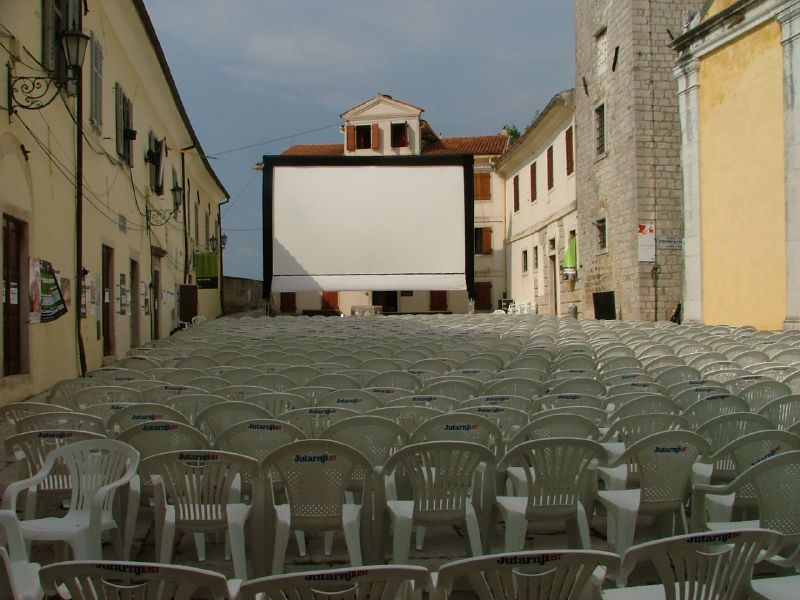
Фестиваль у 2006 році

Мотовунський кінофестиваль повністю присвячений фільмам, які виготовлені у маленьких та незалежних кіностудіях. Вперше проведений 1999 року режисером Райко Грличем та продюсером Борисом Матичем. Метою кінематографістів було заповнення прогалини в кінопросторі Хорватії, оскільки на той час демонструвались лише голівудські фільми. Щороку програма фестивалю складається з близько 70 фільмів з усього світу — від короткометражних до повнометражних, від документальних до художніх, від партизанських до стрічок спільного виробництва.
За час свого існування фестиваль став популярним серед хорватської молоді та закордонних туристів. Щороку під час проведення заходу організовується наметове містечко, яке стало однією з візитівок фестивалю. 2007 року газета «Гардіан» описала фестиваль як «хрест між Гластонбері та Санденс». Його також часто називають «Вудстоком» кінофестивалів.
З 1999 року статус фестивалю значно виріс. Спочатку він вважався посередньою подією для приїжджих туристів, однак вже з 2007 року вважається одним з двох провідних фестивалів колишньої Югославії, після Сараєвського кінофестивалю. 
2011 року мав відбутися 13-й за рахунком Мотовунський фестиваль, однак через забобони організатори оголосили, що це 14-й фестиваль.

## Нагороди
Головна премія фестивалю — «Пропеллер Мотовуна», який був названий на честь вітрогенераторів біля міста. Серед інших премій є «Мотовун онлайн», яка вручається за найкращий короткометражний фільм, «відАдоА» — за найкращий регіональний фільм (назва нагороди — це аббревіатура від Австрії до Албанії), а також премія кінокритиків ФІПРЕССІ. 2008 року з'явилась премія Маверік за видатні досягнення в житті; першим, хто отримав її став Кен Расселл.

## Переможці

### Пропеллер Мотовуна
| Рік        | Фільм                      | Режисер                      | Країна          |
| ---------- | -------------------------- | ---------------------------- | --------------- |
| 02000 (2)  | Біллі Елліот               | Стівен Долдрі                | Велика Британія |
| 02001 (3)  | Останній притулок          | Павел Павліковскі            | Велика Британія |
| 02002 (4)  | Кривава неділя             | Пол Грінграсс                | Велика Британія |
| 02003 (5)  | Кохання, яке збиває з ніг  | Пол Томас Андерсон           | США             |
| 02004 (6)  | Ніжний поцілунок           | Кен Лоуч                     | Велика Британія |
| 02005 (7)  | Смерть пана Лазареску      | Крісті Пую                   | Румунія         |
| 02006 (8)  | Look Both Ways             | Сара Вотт                    | Австралія       |
| 02007 (9)  | Солодке багно              | Дрор Шаул                    | Ізраїль         |
| 02008 (10) | Безмовний світ             | Карлос Рейгадас              | Мексика         |
| 02009 (11) | Акваріум                   | Андреа Арнольд               | Велика Британія |
| 02010 (12) | Жовтень                    | Даніель та Дієго Вега Відаль | Перу            |
| 02011 (14) | Бикоголовий                | Міхаель Р. Роскам            | Бельгія         |
| 02012 (15) | Затримка                   | Родріго Пла                  | Уругвай         |
| 02013 (16) | Чума                       | Неус Баллус                  | Іспанія         |
| 02014 (17) | Плем'я                     | Мирослав Слабошпицький       | Україна         |
| 02015 (18) | Ні на небесах, ні на землі | Клемен Когітор               | Франція         |
| 02016 (19) | Віва                       | Педді Бретнаг                | Ірландія        |
| 02017 (20) | Вестерн                    | Валеска Грізебах             | Німеччина       |
| 02018 (21) | Вбиваючи Ісуса             | Лаура Мора                   | Колумбія        |
| 02019 (22) | Білий, білий день          | Глинур Палмасон              | Ісландія        |
| 02020 (23) | Мій ранковий сміх          | Марко Джорджевич             | Сербія          |

### ФІПРЕССІ
| Рік        | Фільм                         | Режисер                         | Країна               |
| ---------- | ----------------------------- | ------------------------------- | -------------------- |
| 02001 (3)  | Нічия земля                   | Даніс Танович                   | Боснія і Герцеговина |
| 02002 (4)  | Halbe Treppe                  | Андреас Дрезен                  | Німеччина            |
| 02003 (5)  | Банкет Маргаретт              | Ренато Фалькао                  | Бразилія             |
| 02004 (6)  | П'ять перепон                 | Ларс фон Трієр та Йорген Лет    | Данія                |
| 02005 (7)  | День та ніч                   | Сімон Стахо                     | Швеція               |
| 02006 (8)  | Ми годуєм світ                | Ервін Ваґенгофер                | Австрія              |
| 02007 (9)  | Галлам Фо                     | Девід Маккензі                  | Велика Британія      |
| 02008 (10) | Сліпе кохання                 | Юрай Лехотський                 | Словаччина           |
| 02009 (11) | Акваріум                      | Андреа Арнольд                  | Велика Британія      |
| 02010 (12) | Чотири рази                   | Мікеланджело Фраммартіно        | Італія               |
| 02011 (14) | Марта                         | Марселіно Іслас Ернандес        | Мексика              |
| 02012 (15) | Play                          | Рубен Естлунд                   | Швеція               |
| 02013 (16) | Дочка                         | Танос Анастопулос               | Греція               |
| 02014 (17) | Форс-мажор                    | Рубен Естлунд                   | Швеція               |
| 02015 (18) | Магічна дівчина               | Карлос Вермут                   | Іспанія              |
| 02016 (19) | Хороша дружина                | Мір'яна Каранович               | Сербія               |
| 02017 (20) | Вестерн                       | Валеска Грізебах                | Німеччина            |
| 02018 (21) | Перелітні птахи               | Крістіна Галлего та Сірро Герра | Колумбія             |
| 02019 (22) | Бог існує, її ім'я — Петрунія | Теона Стругар Мітевська         | Північна Македонія   |
| 02020 (23) | Мій ранковий сміх             | Марко Джорджевич                | Сербія               |